# Stathmostelma katangense
Stathmostelma katangense är en oleanderväxtart som först beskrevs av De Wild., och fick sitt nu gällande namn av D.J. Goyder. Stathmostelma katangense ingår i släktet Stathmostelma och familjen oleanderväxter. Inga underarter finns listade i Catalogue of Life.